# Tormenta tropical Ana (2003)
La tormenta tropical Ana fue el primero de dos ciclones tropicales nombrados, junto con la tormenta tropical Arlene en 2017, registrados en la cuenca del Atlántico norte en el mes de abril. El primer ciclón tropical de la temporada de huracanes del Atlántico de 2003, se desarrolló como un ciclón subtropical desde un mínimo no tropical el 20 de abril al oeste de Bermuda. Se orientó hacia el este-sureste y se organizó, y el 21 de abril pasó a ser un ciclón tropical con vientos máximos de 60 mph (95 km/h). La tormenta tropical Ana viró hacia el este-noreste, debilitándose constantemente debido a la cizalladura del viento y un frente frío que se acercaba, y el 24 de abril se convirtió en un ciclón extratropical. 
La tormenta rozó las Bermudas con lluvias ligeras y los remanentes produjeron precipitaciones en las Azores y el Reino Unido. Las marejadas generadas por la tormenta volcaron un bote a lo largo de la costa de Florida, causando dos muertes.

## Historia meteorológica
Un área de baja presión no tropical se desarrolló a unas 240 millas (390 km) al sursudoeste de las Bermudas el 18 de abril de 2003 a través de la interacción de una vaguada en el nivel superior y una vaguada frontal de superficie. La vaguada de superficie, que se extendía desde el centro del vendaval hasta La Española, trajo una columna de humedad hacia el norte desde el Mar Caribe a la circulación, lo que provocó fuertes lluvias en Puerto Rico. La baja no tropical siguió generalmente hacia el norte, con una cresta al este y al oeste, y el 19 de abril el sistema comenzó a producir convección esporádica cerca de su centro; temprano ese día, las imágenes de satélite indicaron la presencia de un núcleo interno estrecho de vientos. Después de girar hacia el noroeste, giró hacia el sureste y gradualmente se separó del sistema frontal de superficie, debido a la profundización de la depresión del nivel superior sobre el sistema. La convección se organizó mejor en el centro y se estima que el sistema se convirtió en la tormenta subtropical Ana a principios del 20 de abril, mientras se encontraba a unas 250 millas (400 km) al oeste de Bermuda. Operacionalmente, el ciclón subtropical no fue clasificado por el Centro Nacional de Huracanes hasta 21 horas después.
La tormenta subtropical siguió hacia el este-sureste y continuó organizándose, y a fines del 20 de abril, un núcleo cálido de nivel superior estaba presente sobre el sistema. Según su organización, se estima que Ana se convirtió en tormenta tropical a las 0000 UTC del 21 de abril. Al convertirse en tormenta tropical, Ana alcanzó una intensidad máxima de 95 km/h (60 mph), que se basó en estimaciones de Hebert-Técnica de Poteat y datos de QuikSCAT. Poco después, hizo su punto de aproximación más cercano a las Bermudas, cuando pasó a unas 130 millas (210 km) al suroeste de la isla. Operacionalmente, el ciclón fue clasificado por primera vez por el Centro Nacional de Huracanes en esta época, cuando se consideró un ciclón subtropical. La fuerte cizalladura del viento en los niveles superiores eliminó gran parte de la convección, aunque persistió una pequeña zona de tormentas cerca del centro. La tormenta se separó por completo del sistema del nivel superior y el ciclón se reorganizó, desarrollando una característica ocular a fines del 21 de abril. Incrustada en el flujo de un ciclón hacia el norte, Ana continuó hacia el este y, a principios del 22 de abril, el viento cizalla de nuevo eliminó la convección del centro. La convección aumentó y disminuyó a lo largo del día, y para el 23 de abril la circulación se había deteriorado en organización. Después de girar hacia el noreste, el centro de circulación se fusionó con un frente frío que se acercaba el 24 de abril, y la tormenta tropical Ana completó la transición a un ciclón extratropical. La tormenta extratropical se aceleró hacia el este-noreste antes de perder su identidad dentro de la zona frontal el 27 de abril al sureste de las Azores.

## Impactos

Tormenta subtropical Ana en el Océano Atlántico occidental el 20 de abril de 2003

### Bermudas
Antes del desarrollo de Ana, el gobierno de Bermuda emitió una advertencia de vendaval para la isla. Tras su clasificación por el Centro Nacional de Huracanes, se emitió una advertencia de tormenta tropical para las Bermudas. Vagando cerca de la isla durante varios días mientras se desarrollaba, la tormenta dejó caer 2.63 pulgadas (67 mm) de precipitación en un período de seis días en el Aeropuerto Internacional de Bermudas. Los vientos en la isla no alcanzaron la fuerza de tormenta tropical.

### Estados Unidos
Las olas de la tormenta impactaron la costa de Florida. La combinación del oleaje y la marea saliente provocó que un barco zozobrara en Júpiter Inlet el 20 de abril; dos de sus ocupantes se ahogaron y los otros dos fueron rescatados.

### En otras partes
Como tormenta extratropical, los remanentes de Ana cayeron 0,87 pulgadas (22 mm) de precipitación en la ciudad de Ponta Delgada en las Azores. La humedad de los remanentes de Ana también produjo lluvias beneficiosas en el Reino Unido. Dos barcos registraron vientos con fuerza de tormenta tropical en asociación con Ana; el Bosque Atlántico registró 51 mph (82 km/h) y una presión de 998 mbar el 22 de abril, y el Rosa Delmas registró vientos de 47 mph (76 km/h) el 23 de abril.

## Récords
El 20 de abril, Ana se convirtió en el segundo ciclón subtropical registrado en la cuenca atlántica en el mes de abril, luego de una tormenta subtropical en 1992. Luego de alcanzar características tropicales, se convirtió en la primera tormenta tropical registrada en el mes de abril, y fue entre los ciclones tropicales o subtropicales de formación más temprana en la cuenca atlántica.